# National War College
O National War College (NWC) (em português:  Escola Nacional de Guerra) dos Estados Unidos é uma unidade de ensino da Universidade de Defesa Nacional, em funcionamento no Roosevelt Hall em Forte Lesley J. McNair, Washington, D.C..
Foi criada a 1 de julho de 1946, aperfeiçoando a experiência realizada entre 1943 e 1946 pela Escola de Estado Maior do Exército e Marinha.
O seu objetivo se relaciona com o estabelecimento de uma estratégia nacional e a alocação de recursos necessários para sustenta-la. Os seus formandos tem sido aproveitados na formulação da política nacional e exterior, para a paz e para a guerra.
Os oficiais superiores com condições de serem indicados à promoção para os escalões mais elevados são selecionados para cursarem a Escola Nacional de Guerra (NWC), preparando-se para as mais altas posições de comando e estado-maior.
Cerca de setenta e cinco por cento dos estagiários são provenientes das forças de terra, ar e mar, incluindo os fuzileiros navais e oficiais da Guarda Costeira. As vagas restantes são oferecidas para o Departamento de Estado, outros departamentos e agências federais e convidados estrangeiros.